# Harmonia Macrocosmica
Harmonia Macrocosmica es un atlas de estrellas obra de Andreas Cellarius, publicado en 1660 por Johannes Janssonius. La primera parte del atlas contiene láminas impresas a partir de planchas de cobre describiendo los sistemas del mundo de Claudio Ptolomeo, de Nicolás Copérnico, y de Tycho Brahe. En su parte final contiene mapas del firmamento, incluyendo las constelaciones con sus nombres clásicos y cristianos (estos últimos, introducidos sin mucho éxito por Julius Schiller en su Coelum stellatum christianum de 1627).

## Historia
En el prefacio a su Chronologica, Gerardus Mercator declaró su intención de publicar un atlas que cubriría todo el cosmos entonces conocido, así como la geografía e historia de la Tierra. Durante su vida, publicó cinco volúmenes de su atlas (el último fue publicado por su hijo Rumold). Después de que muriese Mercator, el cartográfo de Ámsterdam Johannes Janssonius asumió el proyecto. Con su amigo el cartógrafo Hendricus Hondius publicó su Novus Atlas en 1636, conteniendo 320 mapas en cuatro lenguas. En 1660, el atlas celeste Harmonia Macrocosmica de Andreas Cellarius se publicó como el séptimo volumen del proyecto. Con la adición final de un volumen que describe las ciudades del mundo en 1657, el proyecto fue finalmente completado.

## Origen de los grabados
De los varios grabadores y escritores que trabajaron en las planchas del atlas, solo dos firmaron su trabajo. La portada del atlas fue creada por Frederik Hendrik van den Hove y otras diez planchas fueron grabadas por Johannes van Loon. Además, todos los diseños de las constelaciones clásicas se tomaron de los creados por Jan Saenredam.